# Сент-Обан (кантон)
Сент-Оба́н (фр. Saint-Auban) — упразднённый кантон во Франции, в регионе Прованс — Альпы — Лазурный Берег, департамент Приморские Альпы. Входил в состав округа Грас. Код INSEE кантона — 06 21.
До марта 2015 года в состав кантона Сент-Обан входило 13 коммун, административный центр располагался в коммуне Сент-Обан.

## Коммуны кантона
| Коммуна     | Население, чел. (1999) | Почтовый индекс | Код INSEE |
| ----------- | ---------------------- | --------------- | --------- |
| Амира       | 26                     | 06910           | 06002     |
| Андон       | 341                    | 06750           | 06003     |
| Бриансонне  | 170                    | 06850           | 06024     |
| Вальдерур   | 306                    | 06750           | 06154     |
| Гар         | 49                     | 06850           | 06063     |
| Кай         | 220                    | 06750           | 06028     |
| Коллонг     | 102                    | 06910           | 06045     |
| Ле-Мас      | 136                    | 06910           | 06081     |
| Ле-Мюжуль   | 30                     | 06910           | 06087     |
| Салагриффон | 54                     | 06910           | 06131     |
| Сент-Обан   | 267                    | 06850           | 06116     |
| Серанон     | 317                    | 06750           | 06134     |
| Эглён       | 106                    | 06910           | 06001     |

## Население
Население кантона на 2007 год составляло 2 622 человека.
| 1962 | 1968 | 1975 | 1982 | 1990 | 1999  | 2006 | 2007  | 2008 |
| ---- | ---- | ---- | ---- | ---- | ----- | ---- | ----- | ---- |
| —    | —    | —    | —    | —    | 2 139 | —    | 2 622 | —    |

По закону от 17 мая 2013 и декрету от 24 февраля 2014 года количество кантонов в департаменте Приморские Альпы уменьшилось с 52-х до 27-ми. Новое территориальное деление департаментов на кантоны вступило в силу во время выборов 2015 года. После реформы кантон был упразднён. Коммуны Эглён и Салагриффон переданы в состав вновь созданного кантона Ванс (округ Грас), остальные 11 коммун переданы в состав вновь созданного кантона Грас-1.